# Milionia weiskei
Milionia weiskei là một loài bướm đêm trong họ Geometridae.